# Альошкино (Ядринський район)
Альо́шкіно (рос. Алёшкино, чув. Элешкушкăнь) — присілок у Чувашії Російської Федерації, у складі Хочашевського сільського поселення Ядринського району.
Населення — 176 осіб (2010; 214 в 2002, 266 в 1979, 332 в 1939, 350 в 1926, 310 в 1897, 180 в 1858).

## Історія
Історичні назви — Ольошкін, Алюшкін. Засновано 18 століття як околоток села Хочашево. До 1866 року селяни мали статус державних, займались землеробством, тваринництвом. На початку 20 століття діяло 3 вітряки. 1930 року утворено колгосп «Труд». До 1927 року присілок входив до складу Шемердянської, Хочашевської, Шуматовської та Балдаєвської волостей Ядринського повіту, з переходом на райони 1927 року — спочатку у складі Ядринського, у період 1939–1956 років — у складі Совєтського, після чого повернуто назад до складу Ядринського району.

## Господарство
У присілку працюють офіс лікаря загальної практики, аптека, бібліотека, магазин, колишній санаторій «Ачаки» (зараз перебудовується під дитячий табір «Сузір'я»). 2004 року відкрито меморіал загиблим землякам у роки Другої світової війни.